# NGC 2108
NGC 2108 is een open sterrenhoop in het sterrenbeeld Goudvis. Het hemelobject werd op 16 december 1835 ontdekt door de Britse astronoom John Herschel.

## Synoniemen
- ESO 57-SC33